# 陈学庚
陈学庚（1947年4月29日—），男，江苏泰兴人，中国农业机械设计制造专家，新疆农垦科学院研究员。2013年当选为中国工程院院士。